# Ингрэм де Баллиол
Ингрэм (Ингельран, Ангерран) де Баллиол (англ. Ingram de Balliol, англ. Ingelran de Balliol, фр. Engerrand de Balliol; умер между 1239 и 1244) — англо-шотландский аристократ, барон Редкасла и Урра в Шотландии, Далтона в Англии, сеньор Тур-ан-Вимё в Пикардии, один из младших сыновей Эсташа де Баллиола, феодального барона Биуэлл (Барнард-Касла). Происходил из английского рода Баллиолов, родоначальник ветви Баллиолов из Тура. Благодаря браку получил владения в Шотландии, став вместе с младшим братом Генри первыми представителями рода, которые перебрались в Шотландию. Находился на службе у шотландского короля Александра II.

## Происхождение
Род Баллиолов происходил из Пикардии; их родовое прозвание восходит, вероятно, к названию поселения Байёль-ан-Вимё, находящегося неподалёку от Абвиля в графстве Понтье в современном французском департаменте Сомма. В Англии Баллиолы появились в 1090-е годы, получив владения в Северной Англии, в основном в Нортумберленде и Дареме. Также они сохраняли владения в Пикардии.
Около 1190 года после смерти Бернарда II де Баллиола угасла старшая ветвь рода, после чего его владения унаследовал его двоюродный брат Эсташ, сеньор де Эликур, принявший родовое прозвание Баллиолов. Эсташ был женат дважды: на Ада де Фонтене и Петронелле, вдове Роберта Фиц-Пирса из Черчилла. Он оставил 4 или 5 сыновей и дочь; их матерью, скорее всего, была его первая жена. Наследником отцовских владений оказался старший из сыновей, Хью I де Баллиол, Ингрэм же был одним из младших сыновей.

## Биография
После смерти отца Играм унаследовал в Тур-ан-Вимё в Пикардии. Также он засвидетельствовал хартию старшего брата Хью I де Баллиола, подтверждающую сделанное их отцом дарение аббатству Келсо земли неподалёку от Хели Честерс.
Однако основные интересы Ингрэма лежали в Шотландии. Вместе с младшим братом Генри они стали первыми представителями рода, перебравшимися в Шотландию, где получили владения. Произошло это благодаря браку с наследницами владений в королевстве. Ингрэм женился на Агнес де Баркли, дочери камергера Шотландии Уолтера де Баркли. Этот брак принёс ему феодальные баронии Редкасла и Урра в Шотландии, а также Далтон в Англии.
Около 1227 года Ингрэм сделал дарение аббатству Холируд, которое в 1228 году было подтверждено королём Александром II.
Ингрэм умер между 1239 и 1244 годами. Его владения были разделены между двумя сыновьями: старший, Эсташ, получил земли в Пикардии, второй, Генри — шотландские земли.

## Брак и дети
Жена: Агнес де Баркли, дочь Уолтера де Баркли, барона Редкасла и Урра, камергера Шотландии. Дети:
- Эсташ де Баллиол (умер после 1279), сеньор де Тур-ан-Вимё с 1239/1244 года[9].
- Генри де Балиол, барон Редкасла и Урра с 1239/1244 года[9].
- Эллен де Баллиол (умерла в 1281); муж: Уильям де Перси (1191/1193 — 1245), 6-й барон Перси из Топклифа с 1244 года. Их потомок в конце XIII века получили Далтон[9].
- Эва де Балиол; муж: Роберт де Умфравиль из Коллертона. Их сын Ингрэм де Умфравиль позже унаследовал владения деда и принял его герб[12].